# 穆里亚斯德帕雷德斯
穆里亚斯德帕雷德斯，是西班牙卡斯蒂利亚-莱昂莱昂省的一个市镇。 总面积202平方公里，总人口583人（001年），人口密度3人/平方公里。